# Eugene Louis D’Souza
Eugene Louis D’Souza MSFS (* 15. November 1917 in Nagpur; † 18. März 2003 in Bhopal) war Erzbischof von Bhopal.

## Leben
Eugene Louis D’Souza trat der Ordensgemeinschaft der Missionare des hl. Franz von Sales bei und empfing am 29. September 1944 die Priesterweihe.
Papst Pius XII. ernannte ihn am 12. Juli 1951 zum Bischof von Nagpur. Der Apostolische Internuntius in Indien, Leo Peter Kierkels CP, weihte ihn am 3. Oktober zum Bischof; Mitkonsekratoren waren Andrew Alexis D’Souza, Bischof von Poona, und Joseph-Alphonse Baud MSFS, Bischof von Visakhapatnam.
Mit der Erhebung zum Erzbistum am 19. September 1953 wurde er zum Erzbischof von Nagpur ernannt. Er nahm an allen Sitzungsperioden des Zweiten Vatikanischen Konzils teil. Paul VI. ernannte ihn am 13. September 1963 zum Erzbischof von Bhopal. Am 20. Mai 1994 nahm Johannes Paul II. seinen altersbedingten Rücktritt an.